# 페르난도 코레나

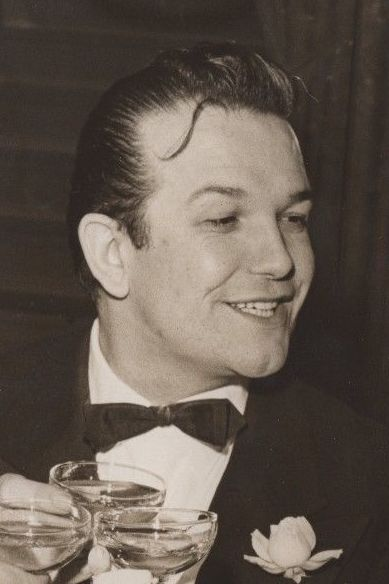

페르난도 코레나(Fernando Corena, 1916년 12월 22일 ~ 1984년 11월 26일)는 스위스계 이탈리아의 베이스 가수이다.
제네바에서 태어났다. 어릴 때 성직자가 되기 위하여 프라이부르크의 신학교에서 배웠다. 후에 제네바의 가창 콩쿠르에서 1위로 입상한 뒤부터는 방향을 바꿔 1947년 트리에스테의 <보리수>에서 바르람을 불러 데뷔. 다음해에 라스칼라극장에 등장하였고, 그 이후로 경묘한 가창과 뛰어난 연기로 세계적으로 활약하였다.
자신의 68번째 생일이 지난지 4주 후인 1984년 11월 26일 스위스 루가노에서 사망했다.